# Linia kolejowa nr 980
Linia kolejowa 980 – magistralna, jednotorowa, zelektryfikowana linia kolejowa, łącząca rejon Ck stacji Czerwieńsk i stację Czerwieńsk Towarowy. Linia obejmuje tor 100 w obrębie wyżej wymienionych stacji.